# Leucania macellaria
Leucania macellaria là một loài bướm đêm trong họ Noctuidae.